# Младата Виктория
Вижте пояснителната страница за други значения на Виктория.
„Младата Виктория“ (The Young Victoria) е британско-американски исторически филм от 2009 година, режисиран от Жан-Марк Вале. Главните роли се играят от актьорите Емили Блънт, Рупърт Френд, Миранда Ричардсън и Джим Броудбент. Продуциран е от Греъм Кинг, Мартин Скорсезе, херцогинята на Йорк Сара и Тим Хедингтън.
„Младата Виктория“ представя живота на британската кралица Виктория (1819-1901) няколко години преди и след възкачването ѝ на престола. Ключово значение във филма има романтичната връзка между нея и Алберт фон Сакс-Кобург-Гота (1819-1861), с когото сключва брак (1840).
Блънт е номинирана за награда „Златен глобус“ за „най-добра женска роля в драматичен филм“.